# Predrag Danilović
Predrag Danilović (26. veljače 1970.) nekadašnji je srbijanski košarkaš i državni reprezentativac. Igrao je na mjestu beka šutera i niskog krila. Visine je 202 cm. Igrao je u Euroligi sezone 1998./99. za talijanski Kinder iz Bologne. U noći s 17. na 18. svibnja 2013. izboden je nožem i zadobio je teške tjelesne ozljede (trbuha, ruku i glave).  Dobitnik je prestižne talijanske nagrade Premio Internazionale Fair Play - Menarini.

## Vanjske poveznice
- Razgovor s Predragom Danilovićem, serijal (Ne)uspjeh prvaka s Mirzom Džombom, 19. 2. 2024. (YouTube)